# Playing at Divorce
Playing at Divorce è un cortometraggio muto del 1910. Il nome del regista non viene riportato nei credit del film.

## Trama
Una coppia sposata sta pensando a separarsi; ma, quando i due vedono i loro bambini che giocano a fare i divorziati, ritornano sui loro passi, riconsiderando la cosa da un nuovo punto di vista.

## Produzione
Il film fu prodotto dalla Vitagraph Company of America.

## Distribuzione
Distribuito dalla General Film Company, il film - un cortometraggio di 200 metri - uscì nelle sale cinematografiche statunitensi il 16 dicembre 1910. Nelle proiezioni, veniva programmato con il sistema dello split reel, accorpato in un'unica bobina con un altro cortometraggio prodotto dalla Vitagraph, il documentario The International Motor Boat Race.